# 仲田勝之助
仲田 勝之助（なかだ かつのすけ、1886年1月28日 - 1945年12月25日）は、日本の美術評論家、浮世絵研究家。

## 来歴・人物
東京・神田出身。早稲田大学英文科卒業。東京帝国大学美学美術史科卒業。読売新聞及び朝日新聞の記者として、美術批評、書評などを担当。日本美術、東洋美術を専門とする。
1941年、岩波文庫版『浮世絵類考』の編集・校正を手がける。
1945年12月25日、狭心症で死去した。享年60。

## 東洲斎写楽研究
1925年、浮世絵師東洲斎写楽を単独のテーマとする日本初の単行本『写楽』（寫樂）を出版する。
著書や論文の中で仲田は「レンブラントやベラスケスに比肩すべき世界的肖像画家」として写楽を紹介したが、後年に仲田の写楽評はドイツ人研究者ユリウス・クルトが1910年の著書『Sharaku』の中に書いた文章だと誤って引用されたことから、出典の検証がないままに伝聞にもとづく事実誤認の言説が広まったとされる。
著書や論文の中で仲田は写楽の正体を阿波の能役者春藤又左衛門とする説を発表したという説明が写楽関連の書籍などで多数引用されているが、実際には仲田は近年の話題として「徳島の新聞」の記事を採り上げただけであり、彼自身はこの報道に「これにも俄に賛成し得られない」と批判を加えている。

## 著書
- 漫画と訳文　広文堂　1911
- 露西亜の革命と文学 (生活と芸術叢書 第9編)　東雲堂書店　1916
- 写楽 (アルス美術叢書 第8編)　アルス　1925
- 浮世絵類考 (編校)　岩波書店　1941
- 浮世絵襍記　二見書房　1943
- 絵本の研究　美術出版社　1950